# Europska svemirska agencija
Europska svemirska agencija (ESA) osnovana je 20. ožujka 1964. godine. Prvi satelit je lansiran 1975. godine. To je bio satelit Cos-B, a nosio je modul za mjerenje gama zračenja visokih energija iz svemira. Najmanja raketa u današnjoj floti je Vega koja može ponijeti do 1,5 tona u 700 km visoku orbitu. Najveća raketa u floti je Ariane 5 nosivosti 6-10 tona, kojih može ponijeti u geosinkronu orbitu. Sjedište ESA-e je u Parizu.
Tijekom devedesetih godina 20. stoljeća ESA se je nametnula kao lider na tržištu komercijalnih svemirskih letova, dok zadnjih godina preuzima bitnu ulogu i u istraživanju svemira.

## Države članice ESA-e
Do sada se 22 država priključilo istraživanju svemira uz ESA-u.
██ Države članice
██ Države s ugovorom o suradnji
██ Ograničeni ugovor
Države koje su osnovale ESA 1975. godine:
- Belgija
- Danska
- Njemačka
- Francuska
- Ujedinjeno Kraljevstvo
- Italija
- Nizozemska
- Švedska
- Švicarska
- Španjolska

Ostale države članice: 
- Irska (od 1980.)
- Austrija (od 1986.)
- Norveška (od 1986.)
- Finska (od 1995.)
- Portugal (od 2000.)
- Grčka (od 2005.)
- Luksemburg (od 2005.)
- Češka (od 2008.)
- Rumunjska (od 2011.)
- Poljska (od 2012.)
- Estonija (od 2015.)
- Mađarska (od 2015.)

## Suradnja država
Ugovor o suradnji, ali ne punopravni članovi:
- Slovenija (od 2010.)
- Latvija (od 2015.)

Prva faza ugovor o suradnji: 
- Litva (od 2014.)
- Slovačka (od 2015.)
- Bugarska (od 2015.)
- Hrvatska (od 2018.)

Ograničeni ugovor:
- Turska (od 2004.)
- Ukrajina (od 2008.)
- Cipar (od 2009.)
- Izrael (od 2011.)
- Malta (od 2012.)

Kanada ima poseban status kao izvaneuropske države u punoj suradnji s ESA (od 1979.).

## Odnos ESA i EU
Europska svemirska agencija se ne nalazi unutar struktura EU-a, premda obje organizacije imaju zajedničke ciljeve. Također neke zemlje nečlanice EU su članice ESA-e

## Povijest
Razvoj europskog lansirnog vozila ima dugu i mukotrpnu povijest. Nakon Drugog svjetskog rata, jedine zemlje u Europi sposobne za pokretanje programa balističkih projektila bile su Velika Britanija i Francuska. Kada je lansiran "Sputnjik", ove su zemlje odmah pokrenule svoje nacionalne programe, nadajući se da će postepeno postići pristup u svemir. Financijski razlozi odveli su glavne europske države do razmatranja partnerstva, istodobno se ne odričući vlastitih nacionalnih ambicija.
Britanci su, koristeći suborbitalnu atmosfersku (sounding) raketu "Skylark" (kao prvi stupanj na kruto gorivo) i svoj projektil "Black Knight" (kao dva gornja stupnja na tekuće gorivo), razvili lagano lansirno vozilo "Black Arrow" i pomoću njega, iz australske baze u Woomeri početkom 1970-tih, lansirali dva satelita. Francuzi su proizveli seriju eksperimentalnih projektila (Rubis, Topaze, Emeraude) koji su doveli do razvoja trostupanjskog lansirnog vozila "Diamant". Prvi stupanj koristio je tekuće gorivo, dok ostala dva gornja stupnja kruto. U razdoblju od 1962. do 1975. obavljeno je 12 lansiranja, prvo iz baze u Hammaguiru (Alžir), a potom iz baze u Kourou (Francuska Gvajana).
Do 1960., važnost svemira shvaćena je od strane širokog spektra ljudi, posebno onih znanstvenika uključenih u europska nuklearna istraživanja, što je vodilo osnivanju Europske pripremne komisije za svemirska istraživanja (COPERS). Prvi pokušaj koncentriranja nacionalnih napora u jedan zajednički europski program napravljen je 1962., što je dvije godine kasnije (nakon ratifikacije) dovelo do nastanka dviju različitih organizacija:
- Europske organizacije za svemirska istraživanja (ESRO), namijenjene znanstvenim istraživanjima i konstrukciji satelita
- Europske organizacije za razvoj lansirnih vozila (ELDO)

Početnih šest zemalja okupljenih u okviru ovih organizacija bile su Velika Britanija, Francuska, Njemačka, Italija, Belgija i Nizozemska. Ograničen Francuskim i Britanskim strateškim brigama, ELDO je imao poteškoća u prevladavanju nacionalnih ambicija, što je otežavalo razradu zajedničkog europskog projekta. Stoga su tri stupnja zajedničke "Europa" rakete proizvedena zasebno u Velikoj Britaniji, Francuskoj i Njemačkoj, sistem upravljanja povjeren je Beneluksu, a Italija je trebala razviti jedan eksperimentalni satelit. Prvi stupanj proizišao je iz "Blue Streak" projektila, proizvedenog pod Atlas licencom. Druga dva stupnja bila su Francuska (Coralie) i Njemačka (Astris). Velika Britanija bila je (kompromisno) voditelj "Europa 1" programa, koristeći u tu svrhu lansirnu bazu u Woomeri (Australija).
Usporedno s političkom organizacijom europskih svemirskih aktivnosti, utemeljeno je 1960. i "Eurospace" udruženje, s ciljem razvoja svemirske industrije. Rani interes bio je vrlo jak, jer je većina zainteresiranih europskih proizvođača već pripadala vrlo dinamičnom sektoru zrakoplovne industrije, te se nadala narudžbama i subvencijama države, čiji su opet glavni ciljevi bili znanstveno-tehnološki razvoj, nacionalna i europska sigurnost, te utjecaj i imidž na međunarodnoj sceni.
Druga faza programa, "Europa 2", uvedena 1970., donijela je određeni broj promjena. Lansirno mjesto promijenjeno je iz Woomere u Kouru i dodan je četvrti stupanj za lansiranje geostacionarnih satelita. No, svih deset pokušaja u Woomeri i jedan u Kourou završili su neuspjehom, a velike nesuglasice između partnera dovele su 1973. do gašenja programa.

### Osnivanje Europske svemirske agencije
Kompletna reorganizacija Europske svemirske politike bila je nužna da bi Europa dostigla SSSR i SAD, kao svjetske svemirske velesile, pa su se nakon kontinuiranih neuspjeha "Europa 2" rakete i brojnih organizacijskih problema, sve strane dogovorile da će stvoriti novu jedinstvenu organizaciju. Tako je napokon 20. ožujka 1964. stvorena Europska svemirska agencija ili ESA (engl. European Space Agency), što je službeno potvrđeno ratifikacijom u parlamentima različitih zemalja članica do 1980.
Neovisan pristup svemiru ključan je element Europske svemirske politike, koja je ponajviše predvođena pozicijom Francuske, jer je ona od samih početaka obilato investirala u svemirski sektor. Za razvoj svojih lansirnih vozila, ESA je od Francuske svemirske agencije (CNES) preuzela "Ariane" program, pokrenut još 1972., kao i njen svemirski lansirni centar GSC (Guiana Space Center), kraj grada Kourou, u Francuskoj Gvajani, čiji je razvoj Francuska započela još 1964., nakon što je Alžir postao neovisan.

### Program Ariane
Ariane program rezultirao je prvim lansiranjem "Ariane 1" rakete u 1979., nastavljen lansiranjem "Ariane 2" i Ariane 3" 1984., "Ariane 4" u 1988. i konačno prvim testnim letom potpuno nove "Ariane 5" rakete 1996. Ekonomska situacija za njihov razvoj u to je vrijeme bila vrlo povoljna, jer je SAD odabrao ekskluzivni razvoj svog Space Shuttlea, a SSSR na tržištu još nije nudio rakete za komercijalna lansiranja. Prve četiri generacije Ariane raketa proizlaze jedna iz druge, produžavanjem pojedinih stupnjeva i dodavanjem pomoćnih boostera. Prva dva stupnja koriste tekuća goriva, poput dušikovog-tetroksida, UDMH, hidrazina i dušikovog peroksida, a treći je stupanj kriogenički (tekući vodik i tekući kisik).
Program razvoja "Ariane 5" rakete pokrenut je 1985., a nakon završnih testiranja raketa je u redovnu službu uvedena 1999. Raketa "Ariane 5" je veliko lansirno vozilo, bitno drugačijeg dizajna od ranijih verzija Ariane raketa. Sastoji se od prvog kriogeničkog stupnja, poduprtog s dva velika boostera na kruto gorivo i orbitalnog drugog stupnja na tekuće gorivo. Prvotno je bila namijenjena lansiranju europskog space shuttlea Hermes, koji je Europi između ostalog trebao omogućiti neovisan pristup Međunarodnoj svemirskoj postaji (ISS). No, 2000. je odlučeno da će taj posao do 2014. obavljati ATV (engl. Automated Transfer Vehicle), transportna vozila bez ljudske posade. Također je odlučeno da će "Ariane 4" raketa biti povučena iz službe 2003., te da će "Ariane 5" obavljati sva buduća lansiranja težih tereta. Kako bi se održao položaj na tržištu i kako bi bila prikladnija za buduće terete, planirana su daljnja usavršavanja "Ariane 5" rakete (Versatile, ESC-A i ESCB), s ciljem da se u kraćem roku dobije kapacitet lansiranja od 12 tona tereta u geostacionarnu orbitu (GTO). Na dugoročnijem planu, cilj je do 2010. povećati taj kapacitet na 15 tona i/ili smanjiti troškove lansiranja za 30 %.
Na dugoročnom planu započet je program koji se bavi pitanjima budućih lansirnih vozila ili FLTP (engl. Future Launcher Technology Programme), pri čemu je jedna od glavnih težnji smanjivanje troškova podizanja tereta u orbitu. Posebna pažnja u tom smislu posvećena je usporedbi različitih koncepata reupotrebljivih i klasičnih lansirnih vozila, istraživanju i razvoju novih tehnologija, te razvoju svemirskog vozila s ljudskom posadom (CRV) radi pristupa ISS-u.
Također, odlučeno je da bi buduće izvedenice "Ariane 5" raketa, trebale biti dopunjene malim i srednje velikim lansirnim vozilima proizvedenim u Europi. Kao malo lansirno vozilo ESA je službeno odabrala "Vega" raketu, koja kao prvi stupanj koristi adaptiranu i skraćenu verziju jednog Ariane 5 boostera. Do konačnog ulaska u službu njezinu će zadaću privremeno obavljati rusko lansirno vozilo "Rockot", lansirano iz ruske svemirske baze Pljeseck. Što se tiče lansirnog vozila srednje veličine u tu je svrhu također predložena kombinacija pojedinih adaptiranih dijelova Ariane 5 rakete, no tu zadaću već vrlo dobro obavlja ruski "Sojuz", pa izgledi za to nisu veliki.
Europska svemirska agencija (ESA) danas okuplja 22 zemalja članica, s Kanadom, Slovenskom, Latvijskom, Litavskom, Slovačkom i Bugarskom ima potpisan sporazum o suradnji, a sve čvršće surađuje i s Europskom unijom (EU). Glavno sjedište organizacije je u Parizu, a pojedini specijalizirani centri i poduzeća nalaze se širom Europe, što ovisi i o doprinosu pojedine zemlje budžetu ESA-e. Zemlje članice i partnerske zemlje dio svog proračuna alociraju ESA-i, a drugi dio koriste za vođenje svojih nacionalnih programa. Najviši proračun ima Francuska svemirska agencija (CNES), potom Njemačka (DLR), Italija (ASI) i Velika Britanija (BNSC), dok najniži budžet imaju agencije novih partnerskih zemalja u tranziciji
Europska svemirska agencija (ESA) je, samostalno ili u kooperaciji, provela ili planira provesti niz misija u području istraživanja svemira i Sunčevog sustava (COS-B, GEOS 1 i 2, ISEE-2, IUE, Exosat, Ulysses, HST, SOHO, Newton XMM, Cluster 2, Integral, Cassini-Huygens, Smart 1, Rosetta i dr.), svemirskih letova i istraživanja s ljudskom posadom (Space Shuttle, Eurolab, Sojuz, Mir, ISS), promatranju planete Zemlje (Meteosat, ERS, Envisat, Earth Explorer, Earth Watch), telekomunikacijama (OTS, ECS, Marecs, Olympus, Artemis) i satelitskoj navigaciji (Egnos, Galileo). ESA aktivno sudjeluje u izgradnji Međunarodne svemirske postaje (ISS - Columbus, ATV), mikrogravitacijskim istraživanjima i transferu tehnologije.
Zbog visokih troškova izgradnje i održavanja svemirskih vozila s ljudskom posadom, ESA za sada preferira istraživanja uz pomoć automatiziranih robotskih sondi, dok za letove svojih astronauta zakupljuje mjesta u ruskom svemirskom vozilu "Sojuz" i američkom Space Shuttleu. Međutim, dugoročni projekti, najavljeni u okviru "Aurora" programa, predviđaju buduća istraživanja Sunčevog sustava i s ljudskom posadom, a to pretpostavlja samostalan ili kooperativni razvoj odgovarajućeg svemirskog vozila.

## Poveznice
- NASA
- Ruska svemirska agencija

## Vanjske poveznice
- ESA službene stranice
- Modeli ESA-inih letjelica
- Europska strategija za Svemir  Arhivirana inačica izvorne stranice od 16. ožujka 2010. (Wayback Machine)

|  | Zajednički poslužitelj ima stranicu o temi Europska svemirska agencija    |
|  | Zajednički poslužitelj ima još gradiva o temi Europska svemirska agencija |

| Portal:Europa | Portal:Europa |